# Jardins de La Croze

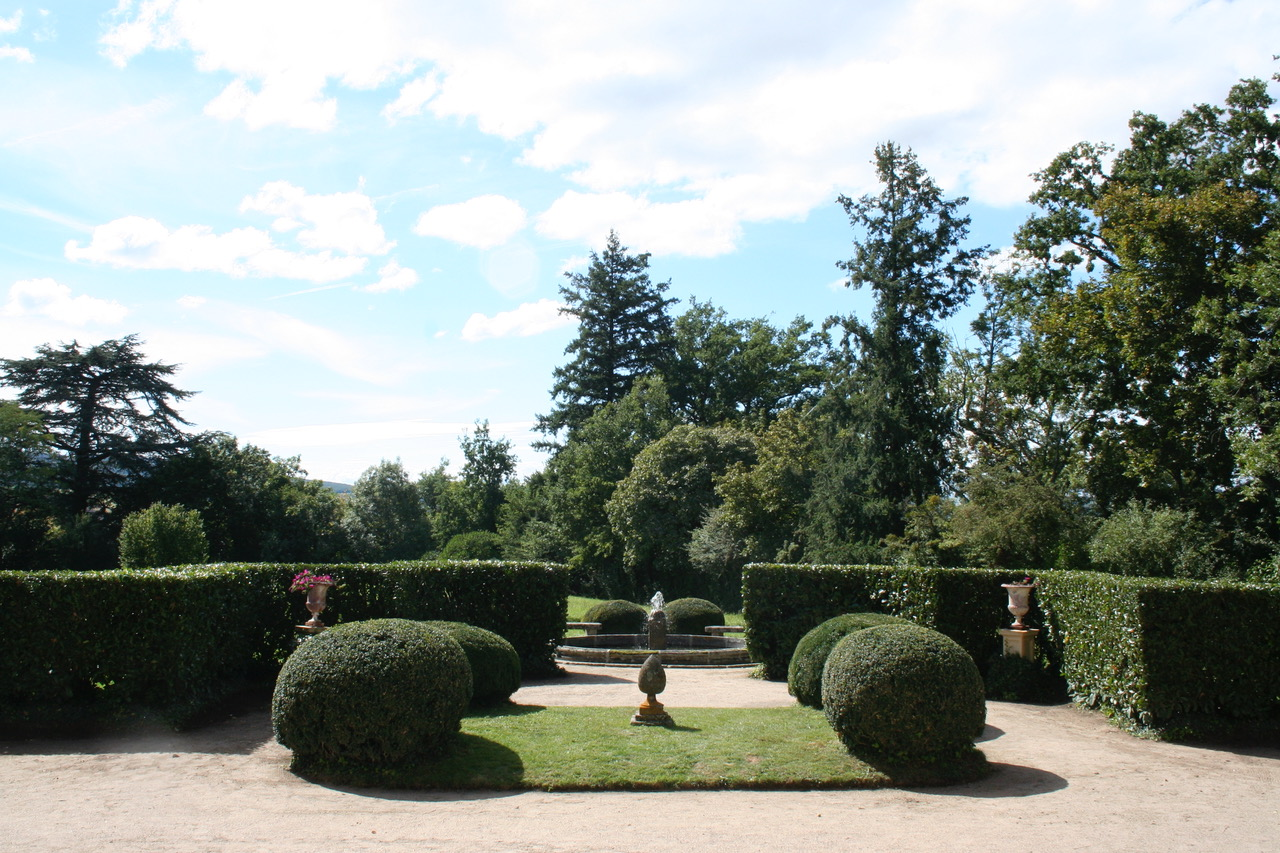
Vue sur le jardin à la française

Les Jardins de La Croze se composent d'un parc à l'anglaise, d'un jardin régulier, d'un potager à la française, d'un verger et de quatre roseraies. Ces jardins privés sont situés à Billom en Auvergne, dans le parc naturel régional du Livradois-Forez. Entre autres points remarquables, il compte des arbres bicentenaires (et un chêne tricentenaire classé), un tapis de cyclamens sauvages, et deux chenils en hémicycle.

## Histoire

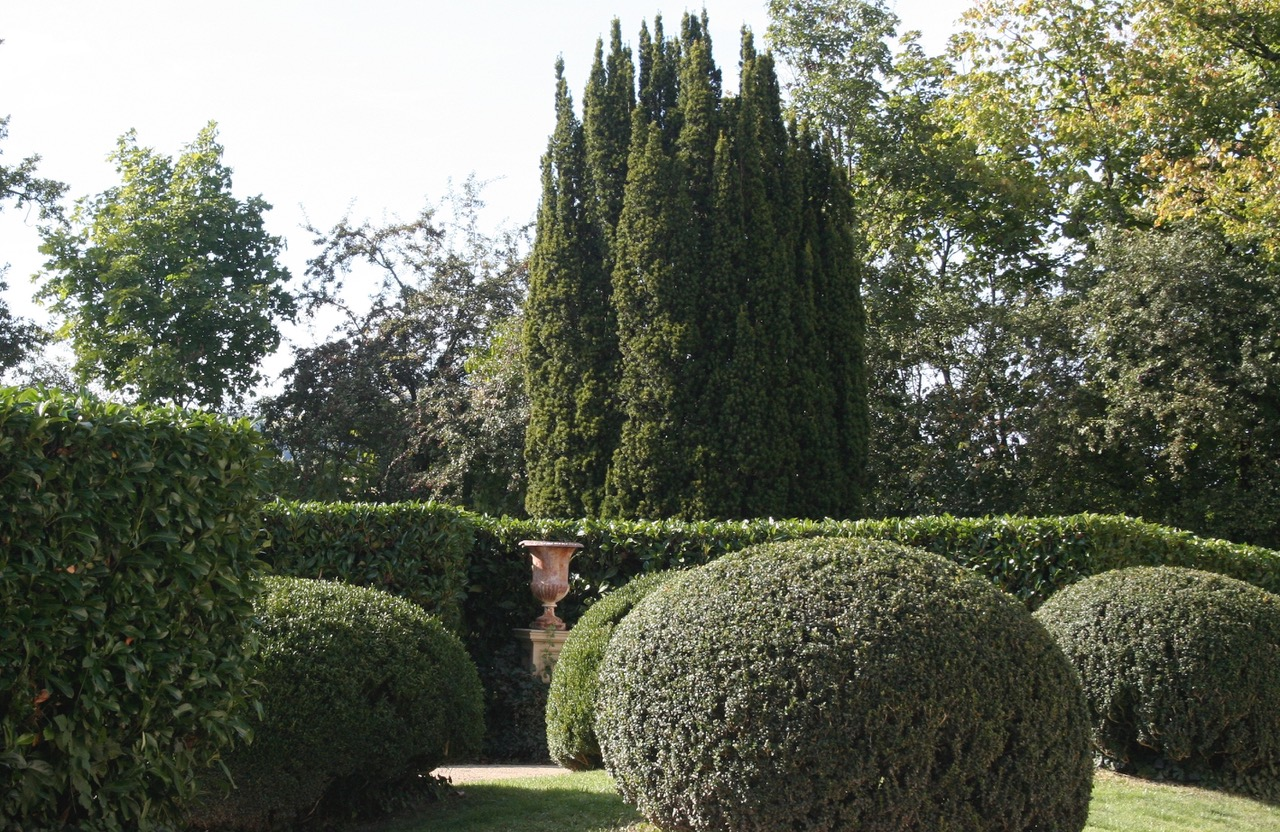
Une vue sur le jardin à la française, aux jardins de La Croze.

Les jardins de La Croze tiennent leur nom de la Croix de Saint-Pierre à Billom, en Auvergne, dans le parc naturel régional du Livradois-Forez, où ils sont situés. Ils font partie d'un ensemble avec maison de maître, un petit manoir dont les parties plus anciennes remontent à la fin du Moyen Âge. À l'origine, il se compose d'un poste de guet appartenant à la famille de La Tour-d'Auvergne (dont les armoiries figurent sur la façade, après avoir longtemps orné la cheminée de la salle à manger). Au début du XVIIe siècle, la tour de guet est rasée et la maison de maître est construite. C'est une bastide couverte de tuiles romaines, construite en suivant l'architecture traditionnelle des premiers contreforts du Livradois, la « Toscane Auvergnate ». L'ensemble est répertorié sur les cartes de Cassini et le cadastre de Napoléon Ier, qui signale l'existence d'un jardin d'agrément. À la fin du XIXe siècle, la maison est surélevée par une importante charpente à toiture en ardoises. Depuis 1962, ce domaine appartient à la famille Chalon et à ses descendants.
Le parc à l'anglaise est planté au début du XIXe siècle. À la fin des années 1990, ses propriétaires commencent leurs travaux de rénovation.
Entre 2007 et 2017, ces jardins, ouverts chaque année à l'occasion des Journées du patrimoine, reçoivent plusieurs centaines de visiteurs.

## Description

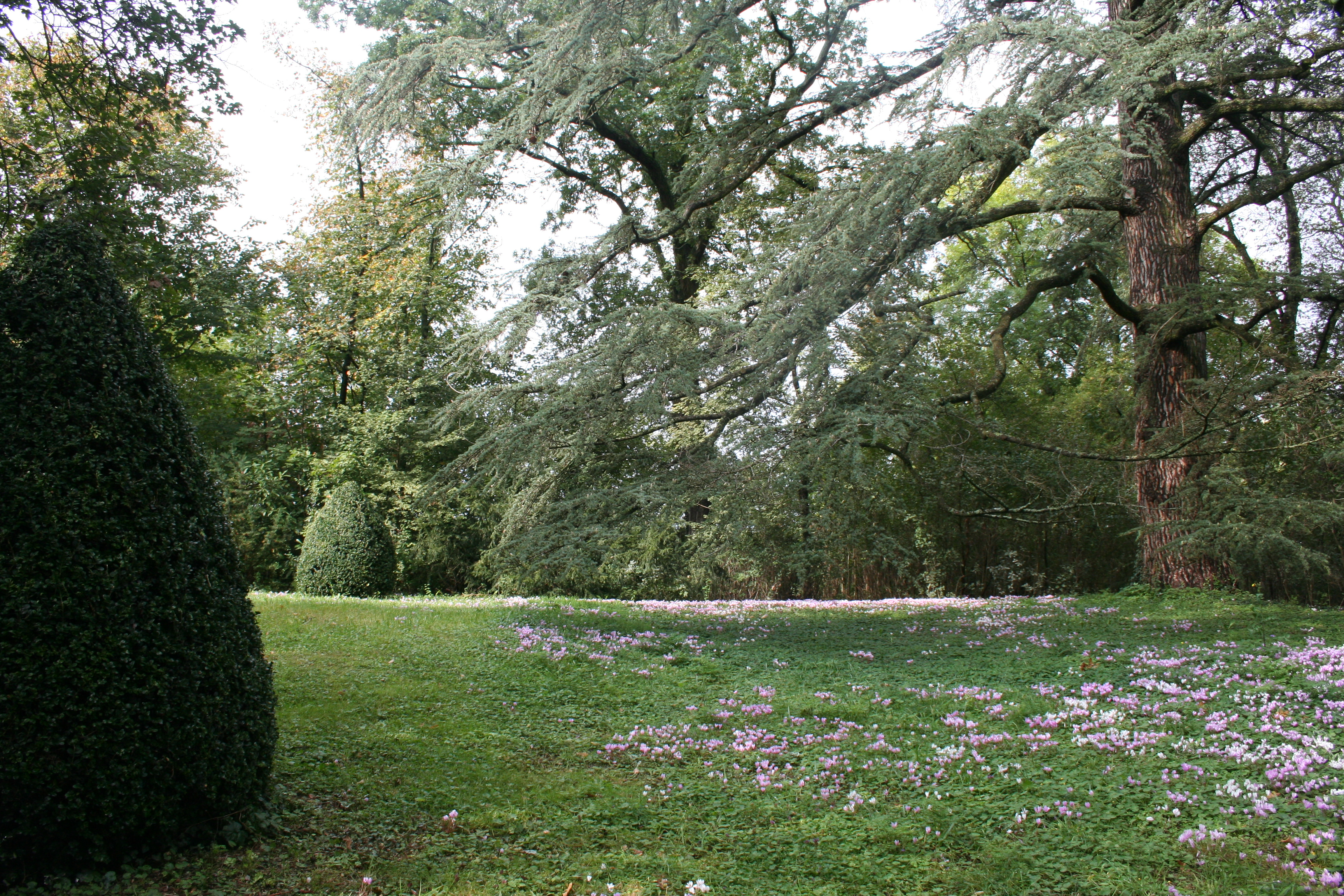
Le parc à l'anglaise aux jardins de La Croze.

L’accès au domaine de La Croze se fait par des grilles en fer forgé d’époque Louis XV, à deux vantaux, qui proviendraient du château de Ligones (distant de 12 kilomètres, ayant fait l’objet d’une démolition et dont de nombreux éléments, dont probablement ce portail, ont été vendus aux enchères en 1794). Les jardins de La Croze constituent un ensemble contrasté. Parmi les éléments remarquables, ils comptent un chêne tricentenaire et un tapis de cyclamens sauvages. Ces Jardins jouent un rôle pour la biodiversité, et sont inscrits comme refuge auprès de la Ligue pour la Protection des Oiseaux (LPO), qui y a recensé une trentaine d’espèces d’oiseaux différentes, dont certaines sont rares et protégées (chardonnerets), ainsi que de nombreux écureuils roux.

### Parc à l'anglaise
Le parc à l'anglaise, est attribuable à Choulot. Dessiné en arrondi, il s'intègre bien aux collines volcaniques environnantes. Les arbres exotiques y ont été plantés au début du XIXe siècle, entre autres un cyprès de l'Arizona, des cèdres du Liban, un févier d'Amérique et des sapins d’Andalousie ainsi qu'un chêne tricentenaire. Le genévrier de Virginie a été endommagé par la tempête de 1999, qui a modifié son port. Sa chambre de verdure avec sentiers au milieu des bois a été dessinée sous Napoléon III. Le parc à l'anglaise compte une fabrique (banc à balustres anciens), une glacière et deux chenils en hémicycle.

### Potager
D'après l'équipe de France 2, le potager à la française est le principal élément de charme de l'ensemble, avec ses six carrés disposés autour de l'allée centrale formant un perspective vers une grande fontaine Ier empire, et ses pommiers et poiriers en espalier et contre-espalier. Il comporte aussi des groseilliers, framboisiers, cassissiers et des dahlias, donnant de la couleur, autour de bordures de buis.

### Jardin régulier

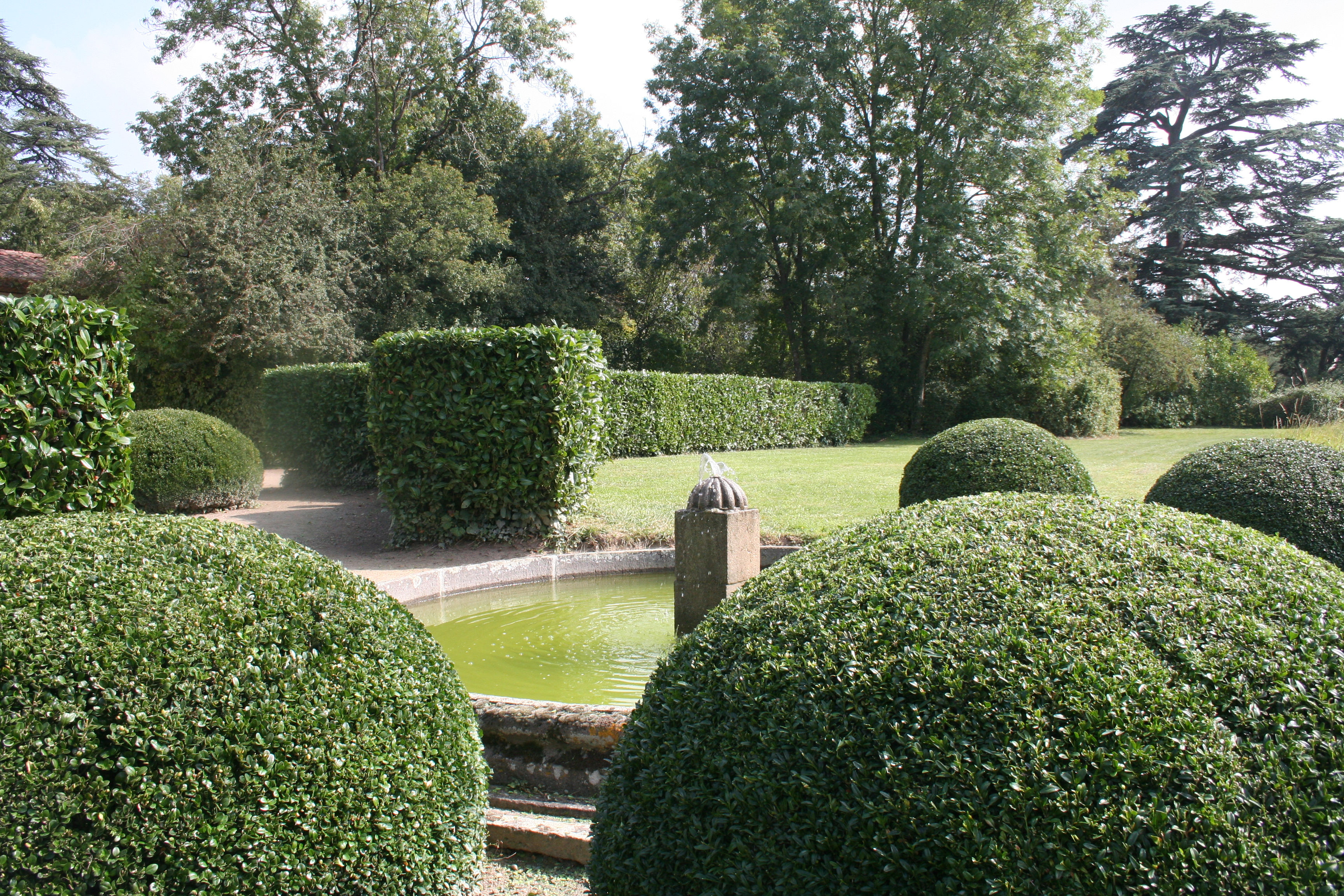
Les boules de buis.

Le jardin régulier  est resté tel qu’il figure sur le plan de jardin de 1919. Il comporte un bassin circulaire en pierre de Volvic avec un jet d'eau, et de grandes boules de buis taillés. Ces boules de buis ont été plantées vers 1919. Ce petit jardin régulier se prolonge vers la prairie naturelle. Il est agrémenté de vases comportant des surfinias, choisis pour leurs fleurs abondantes et leur résistance aux pluies, et de lauriers roses.

### Verger fleuri
Séparé du potager par un canal (l'ancien pédiluve), le verger fleuri comporte un alignement de cognassiers, un réservoir ancien, des buis arbustifs, une charmille, des rosiers, des pivoines et des iris.

### Roseraie

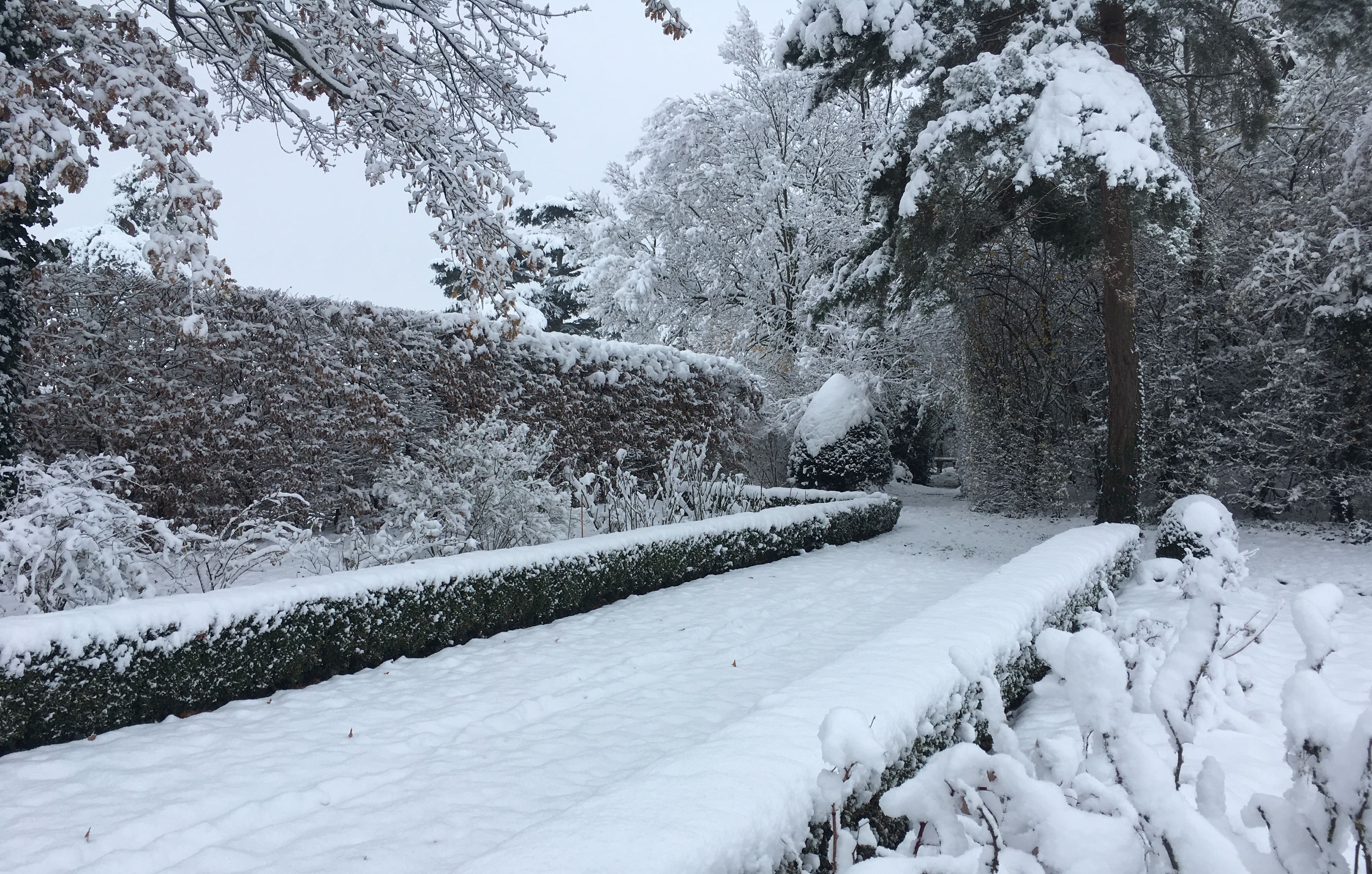
La roseraie en hiver

Outre l'ancienne allée fruitière et ses rosiers-lianes centenaires, les jardins de la Croze comportent trois roseraies constituées principalement de variétés anciennes étiquetées.

### Prairie permanente
Le jardin compte une prairie naturelle permanente et non fertilisée, qui n’a pas été re-semée depuis 70 ans, conférant une très grande richesse botanique. Typique de ce qui existait avant les différents remembrements, elle n'est fauchée qu'une fois par an. Elle permet de préserver plusieurs dizaines de plantes, dont du fenouil, de l'aneth, des carottes, de la gesse, des lotiers, des gaillets, de la berce, de la luzerne lupuline, des renoncules, du trèfle et des orchidées sauvages (himantoglosse).
Ce biotope héberge des criquets, abeilles, papillons et d'autres insectes, ainsi que de petits rongeurs.

## Reconnaissance

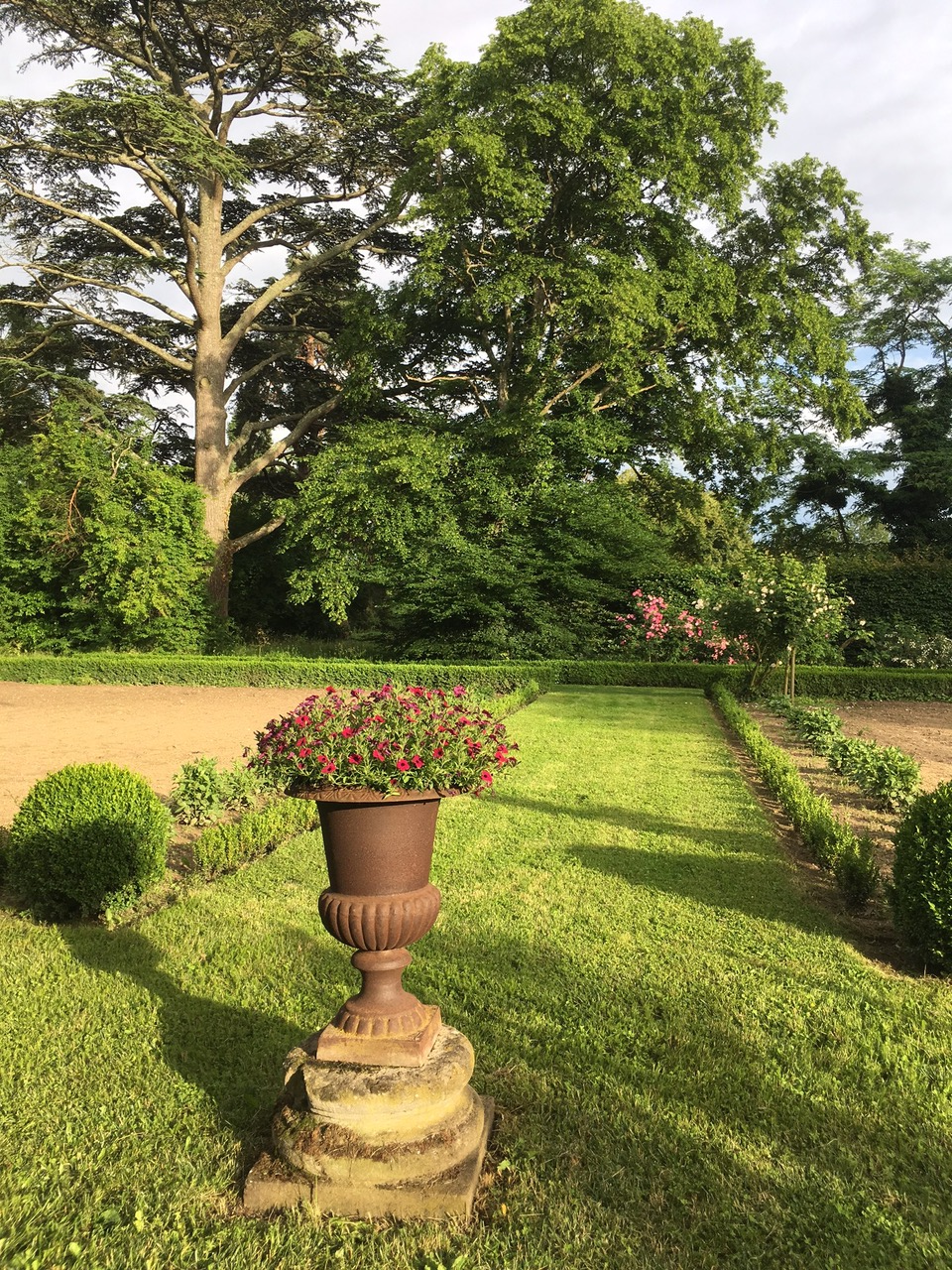
Potager des jardins de La Croze.

Depuis dix ans, les jardins de la Croze sont régulièrement mis à l'honneur lors des « Rendez-vous aux jardins », et pendant les Journées du Patrimoine. La revue de La Demeure historique leur a consacré un reportage. Le jardin est membre du Comité des parcs et jardins d'Auvergne et de l'Association des potagers et vergers de France. En 2011, les jardins de La Croze ont été sélectionnés pour représenter aux Journées du Patrimoine la culture locale et régionale, en l'occurrence la culture de l'ail condimentaire, spécialité de la ville de Billom. En 2013, ces jardins sont sélectionnés pour représenter l'Auvergne dans l'émission « Le Jardin préféré des français », présentée par Stéphane Bern sur France 2,. En 2016, ils sont sélectionnés parmi 11 jardins ouverts au public pour les Journées du Patrimoine par Le Figaro.
La restauration des murs d'enceinte a été prises en charge par la fondation du patrimoine. 